# Рождественское сельское поселение (Ленинградская область)
Рожде́ственское се́льское поселе́ние — упразднённое муниципальное образование на территории Гатчинского муниципального округа Ленинградской области. Бывший административный центр — село Рождествено. На территории поселения находились 14 населённых пунктов — 1 посёлок, 1 село и 12 деревень.
Последним главой поселения являлся Заславский Михаил Ефимович, а главой администрации — Сорокин Сергей Николаевич.

## Географическое положение
Расположено в южной части Гатчинского муниципального округа, площадь 288 км².
- Граничило:
  - на севере — с Большеколпанским сельским поселением
  - на северо-востоке — с Кобринским сельским поселением
  - на востоке — с Сиверским городским поселением
  - на юго-востоке — с Дружногорским городским поселением
  - на юге — с Лужским муниципальным районом
  - на западе — с Волосовским муниципальным районом

По территории упразднённого поселения проходят автодороги:
- Р23 «Псков» (E 95, Санкт-Петербург — граница с Беларусью)
- 41А-003 (Кемполово — Выра — Шапки)
- 41К-250 (Большая Ящера — Кузнецово)
- 41К-464 (Большево — Рыбицы)
- 41К-470 (подъезд к пл. Дивенская)
- 41К-475 (Выра — Ляды)
- 41К-484 (подъезд к дер. Батово)

Расстояние от бывшего административного центра поселения до центра муниципального округа — 35 км.
По территории протекает река Оредеж.

## История
В начале 1920-х годов в составе Рождественской волости Детскосельского уезда был образован Рождественский сельсовет. 14 февраля 1923 года Рождественская волость вошла в состав вновь образованного Троцкого уезда. В августе 1927 года Рождественский сельсовет вошёл в состав Троцкого района Ленинградской области.
16 июня 1959 года в состав Рождественского сельсовета вошли упразднённые Даймищенский и Меженский сельсоветы.
18 января 1994 года постановлением главы администрации Ленинградской области № 10 «Об изменениях административно-территориального устройства районов Ленинградской области» Рождественский сельсовет, также как и все другие сельсоветы области, преобразован в Рождественскую волость.
1 января 2006 года в соответствии с областным законом № 113-оз от 16 декабря 2004 года образовано Рождественское сельское поселение, в его состав вошла территория бывшей Рождественской волости.
Упразднено 13 мая 2024 года в связи с образованием Гатчинского муниципального округа вместо Гатчинского района.

## Население
| 2006  | 2010  | 2011  | 2012  | 2013  | 2014  | 2015  |
| ----- | ----- | ----- | ----- | ----- | ----- | ----- |
| 5600  | ↗5697 | ↗5701 | ↗5814 | ↗5944 | ↗6013 | ↗6025 |
| 2016  | 2017  | 2018  | 2019  | 2020  | 2021  | 2023  |
| ↘5981 | ↘5925 | ↘5887 | ↘5844 | ↘5743 | ↗7078 | ↘6935 |
| 2024  |       |       |       |       |       |       |
| ↗7004 |       |       |       |       |       |       |

Численность населения на 1 января 2007 года составляла 5593 человека, на 1 января 2008 года — 5528 человек, на 14 октября 2010 года — 5697 человек. Плотность населения составляла 19,78 чел./ км².
Численность населения по данным администрации поселения на 1 января 2011 года составляла 5597 человек, из них 42,2 % мужчины, 57,5 % — женщины.
Основная часть населения проживает в селе Рождествено, деревне Батово и посёлке Дивенский.

## Состав сельского поселения
| №  | Населённый пункт | Тип населённого пункта       | Население    |
| -- | ---------------- | ---------------------------- | ------------ |
| 1  | Батово           | деревня                      | ↘1488 (2017) |
| 2  | Выра             | деревня                      | ↘285 (2017)  |
| 3  | Грязно           | деревня                      | ↘70 (2017)   |
| 4  | Даймище          | деревня                      | ↘360 (2017)  |
| 5  | Дивенский        | посёлок                      | ↘818 (2017)  |
| 6  | Замостье         | деревня                      | ↘51 (2017)   |
| 7  | Ляды             | деревня                      | →54 (2017)   |
| 8  | Межно            | деревня                      | ↘162 (2017)  |
| 9  | Новое Поддубье   | деревня                      | ↘32 (2017)   |
| 10 | Поддубье         | деревня                      | →15 (2017)   |
| 11 | Рождествено      | село, административный центр | ↘2129 (2017) |
| 12 | Рыбицы           | деревня                      | ↘42 (2017)   |
| 13 | Старое Поддубье  | деревня                      | ↘31 (2017)   |
| 14 | Чикино           | деревня                      | ↘15 (2017)   |

### Упразднённые населённые пункты
20 сентября 2004 года в связи с отсутствием постоянно проживающего населения был упразднён населённый пункт Дом отдыха «Песчанка».

## Экономика
На территории поселения было зарегистрировано более 106 предприятий, учреждений и организаций, из которых работают 56, а также 27 филиалов петербургских и гатчинских организаций, из которых работают 17.
Среднемесячная заработная плата в 2006 году составляла 8779,7 рублей, а в 2007 году — 11 012,8 рублей. По данному показателю поселение занимает восьмое место в Гатчинском районе. На территории поселения нет предприятий, выплачивающих заработную плату ниже прожиточного минимума.
По производительности труда поселение занимает четвёртое место в Гатчинском районе.

### Сельское хозяйство
На территории поселения располагалось 21 сельскохозяйственное предприятие.
Крупнейшим из них является ЗАО «Агрокомплекс Оредеж», специализирующееся на птицеводстве. В 2007 году среднемесячная заработная плата возросла на 30 %. Инвестиции в основной капитал составили 47,7 миллионов рублей.

### Лесозаготовка и лесопереработка
5 предприятий, основными из которых являются ООО «Чикино» и ООО «Хяргинен». Предприятия ООО «Форт-строй», ООО «Выра-лес» и ПКФ «ГиК» практически не работают

### Автосервис
5 предприятий:
- ООО «Автосервис»
- ООО «Европа-сервис»
- 3 автозаправочных станции

Ведутся работы по проектированию АЗС фирмы «Shell» в Рождествено.

### Торговля
В поселении располагалось 42 предприятия торговли. Юридические лица и индивидуальные предприниматели содержали 42 точки торговли и 10 точек общественного питания.
Наиболее крупным являлся филиал «Рождественский» Гатчинского РАЙПО, который на территории поселения имеет 4 магазина, кафе, ресторан и обслуживает автолавкой деревню Рыбицы. В 2007 году инвестиции в основной капитал составили 5,9 миллионов рублей.
Другими предприятиями торговли являются ООО «Европа», ООО «Автопилот» и ООО «Семья».

## Транспорт
По территории упразднённого поселения проходит железная дорога Санкт-Петербург — Луга, имеется остановочный пункт Дивенская. Осуществляется пассажирское сообщение пригородными электропоездами.
По его территории проходят автодороги:
- М20 (E 95) Санкт-Петербург — Псков — граница с Беларусью
- Р40 Кемполово — Шапки

Автобусное сообщение представлено пригородными маршрутами:
- № 4-Т Сиверский — Межно
- № 121-Т Сиверский — Батово
- № 500 Сиверский — Батово
- № 502 Сиверский — Ляды
- № 531 Гатчина — Батово

## Достопримечательности
- В деревне Выра располагается музей «Дом станционного смотрителя»
- В селе Рождествено располагается музей-усадьба «Рождествено»
- В деревне Батово в XIX веке располагалась усадьба К. Ф. Рылеева

## Культура
В 2006 году было создано муниципальное учреждение «Батовский культурно-досуговый центр», который включил в себя 3 дома культуры (в Рождествено, Батово и Дивенском) и 3 библиотеки.
При учреждениях культуры работали более 20 любительских объединений, клубов и творческих коллективов, в которых принимают участие 278 человек. Наиболее известными из них являются:
- ансамбль народной песни «Россиянка»
- ансамбль «Надежда»
- хореографический коллектив «Рождественские звёздочки»
- вокальный коллектив «Весёлые лучики»
- клубы «Вера. Надежда. Любовь», «Теремок», «Родничок», «Подружки»
- любительские объединения «Связь времён», «Серебряная нить»
- подростковый клуб «Исток»

Материально-техническая база домов культуры и библиотек нуждается в укреплении.